# Thomas Frei (sciatore)
Thomas Frei (Zurigo, 17 aprile 1980) è un ex biatleta e fondista svizzero.

## Biografia

### Carriera nello sci di fondo
Iniziò praticando lo sci di fondo: in Coppa del Mondo esordì il 7 dicembre 2002 a Davos (84º) e ottenne il miglior piazzamento 14 dicembre 2003 nella medesima località (16º). Gareggiò anche in Marathon Cup, nell'Engadin Skimarathon di Samedan.

### Carriera nel biathlon
Dal 2005-2006 si dedicò principalmente al biathlon; in Coppa del Mondo esordì il 4 gennaio 2008 a Oberhof (senza concludere la gara) e ottenne l'unico podio il 19 dicembre 2009 a Pokljuka (3º).
Nella sua carriera da biatleta prese parte a un'edizione dei Giochi olimpici invernali, Vancouver 2010 (13º nella sprint, 12º nell'inseguimento, 24º nella partenza in linea, 16º nell'individuale, 9º nella staffetta), e a tre dei Campionati mondiali (8º nella staffetta a Pyeongchang 2009 il miglior piazzamento).

## Palmarès

### Biathlon

#### Coppa del Mondo
- Miglior piazzamento in classifica generale: 39º nel 2010
- 1 podio (individuale):
  - 1 terzo posto

### Sci di fondo

#### Marathon Cup
- Miglior piazzamento in classifica generale: 93º nel 2005